# Христу, Джордж
Джордж Хри́сту (англ. George Christou, имя при рождении — Йо́ргос Хри́сту (греч. Γιώργος Χρήστου); род. 1953, Лимасол, Кипр) — британский и американский химик греческого (кипрского) происхождения, пионер в области молекулярного магнетизма, бионеорганической химии и гомогенного катализа, в частности направления, связанного с одномолекулярными магнитами (один из авторов данного термина), признанный мировой эксперт в области неорганической химии. Профессор департамента химии Колледжа семи свободных искусств Флоридского университета, руководитель исследовательской группы Christou Research Group при данном учебном заведении. Сотрудник Национальной лаборатории высокого магнитного поля, старший научный сотрудник департамента физики Колледжа науки и технологии Центрального мичиганского университета. За значительный вклад в экспериментальную химию, включая компьютерное моделирование, был удостоен Медали Кордей — Моргана (1986) от Королевского химического общества (Великобритания). Входит в списки «Самые цитируемые учёные мира» (2014, 2015) и «Самые влиятельные учёные мира» (2015) по версии Thomson Reuters. Почётный профессор Университетского колледжа Лондона и Лондонского центра нанотехнологий (2007), почётный доктор Кипрского университета (2014). Член Американского химического общества (2016).
h-индекс = 94, процитирован > 36 550 раз.

## Биография
Родился на Кипре, вырос в Лондоне (Великобритания).

### Образование
Эксетерский университет (бакалавр химии, 1974; доктор философии в области органической химии, 1977), постдокторантура в департаментах химии Манчестерского (1978—1979), Стэнфордского (1980) и Гарвардского университетов (1981—1982) (последние два — на стипендии НАТО).

### Карьера
1982—1983: преподаватель департамента химии Имперского колледжа Лондона.
1983—2001: ассистент-профессор (1983—1989), ассоциированный профессор (1989—1991), профессор химии (1991—2001) Индианского университета.
2001—н. в.: профессор Флоридского университета. С 2011 года — выдающийся профессор.
Приглашённый профессор Оксфордского университета (1990), Университета Пьера и Марии Кюри (2000).
В 2003 году учредил Флоридский симпозиум по неорганической химии и материалам (FIMS), ежегодно проходящий в Гейнсвилле при участии четырнадцати университетов и колледжей штата Флорида.
Соучредитель (2004, 2005) и соорганизатор проводимых раз в два года международных научных встреч: специализированных семинаров под названием «Современные тенденции в молекулярном магнетизме и наномагнетизме» (CTMNM) и встреч с широким кругом участников под названием «Семинары с участием Северной Америки, Греции и Кипра по парамагнитным материалам» (NAGC).
Автор многочисленных научных статей. Редактор рецензируемого научного журнала «Polyhedron» (Elsevier).

## Научная деятельность
Сфера научных интересов: бионеорганическая химия, молекулярный магнетизм, материалы и наномагниты, супрамолекулярная химия и кластеры, переходные металлы.

## Личная жизнь
Женат, имеет двоих детей.

## Награды и почести
- 1986 — Медаль Кордей — Моргана
- 1987 — Стипендия Слоуна
- 1987 — Teacher-Scholar Award (Фонд Дрейфусов)
- 1993 — Wilsmore Foundation Fellow (Мельбурнский университет, Австралия)
- 1993 — XXV Dwyer 1993 Medal and Memorial Lectureship (Австралийское химическое общество)
- 1993 — European Community Lectureship (Янинский университет[англ.], Греция)
- 1997 — William Evans Fellowship (Университет Отаго, Новая Зеландия)
- 1997 — Akron Award (Американское химическое общество)
- 2000 — Teaching Excellence Recognition Award (Индианский университет)
- 2000 — Award for Chemistry and Electrochemistry of Transition Metals (Королевское химическое общество)[7]
- 2003—2008 — ассоциированный член Тихоокеанского института теоретической физики (Ванкувер, Канада)
- 2006 — научный консультант по нанонауке при Верховном суде Канады
- 2007—2012 — почётный профессор Университетского колледжа Лондона и Лондонского центра нанотехнологий.
- 2008 — Florida Award (Американское химическое общество)
- 2008—2011 — Research Professorship (Флоридский университет)
- 2009—2012 — Faculty Senator (Флоридский университет)
- 2014 — выдающийся адъюнкт-профессор Университета короля Абдул-Азиза (Саудовская Аравия)
- 2015 — Doctoral Advisor-Mentor Award (Колледж семи свободных искусств Флоридского университета)
- 2016 — член Академии выдающихся учёных-преподавателей (Флоридский университет)
- 2016 — Teacher-Scholar of the Year Award (Флоридский университет)
- 2016 — член Американского химического общества
- 2016 — Nyholm Prize for Inorganic Chemistry (Королевское химическое общество)[7][26]
- 2017 — Southern Chemist Award (Американское химическое общество)[19][22][27]

## Избранные публикации
- Synthetic model of the asymmetric [Mn3CaO4] cubane core of the oxygen-evolving complex of photosystem II Mukherjee, S.; Stull, J. A.; Yano, J.; Stamatatos, T. C.; Pringouri, K.; Stich, T. A.; Abboud, K. A.; Britt, R. D.; Yachandra, V. K.; Christou, G. Proc. Natl. Acad. Sci. USA, 2012, 109, 2257—2262
- Covalently Linked Dimer of Mn3 Single-Molecule Magnets and Retention of Its Structure and Quantum Properties in Solution. Nguyen, T. N.; Shiddiq, M.; Ghosh, T.; Abboud, K. A.; Hill, S.; Christou, G. J. Am. Chem. Soc. 2015, 137, 7160-7168
- A Supramolecular Aggregate of Four Exchange-Biased Single-Molecule Magnets. Nguyen, T. N.; Wernsdorfer, W.; Abboud, K. A.; Christou, G. J. Am. Chem. Soc. 2011, 133, 20688-20691
- High-spin molecules: [Mn12O12(O2CR)16(H2O)4], Roberta Sessoli, Hui Lien Tsai, Ann R. Schake, Sheyi Wang, John B. Vincent, Kirsten Folting, Dante Gatteschi, George Christou, David N. Hendrickson, J. Am. Chem. Soc., 1993, 115 (5), pp 1804–1816
- Single-Molecule Magnets G. Christou, D. Gatteschi, D. N. Hendrickson and R. Sessoli, MRS Bulletin 2000, 25, 66-71
- Quantum Coherence in an Exchange-Coupled Dimer of Single-Molecule Magnets S. Hill, R. S. Edwards, N. Aliaga-Alcalde and G. Christou, Science, 2003, 302, 1015—1018
- Exchange-biased quantum tunnelling in a supramolecular dimer of single-molecule magnets, Wolfgang Wernsdorfer, Núria Aliaga-Alcalde, David N. Hendrickson & George Christou, Nature 416, 406—409 (28 March 2002)
- Giant Single-Molecule Magnets: A Mn84 Torus and its Supramolecular Nanotubes. A. J. Tasiopoulos, A. Vinslava, W. Wernsdorfer, K. A. Abboud and G. Christou. Angew. Chem. Int. Ed. 2004, 43, 2117—2121[24]